# Lista laureaților creștini ai Premiului Nobel

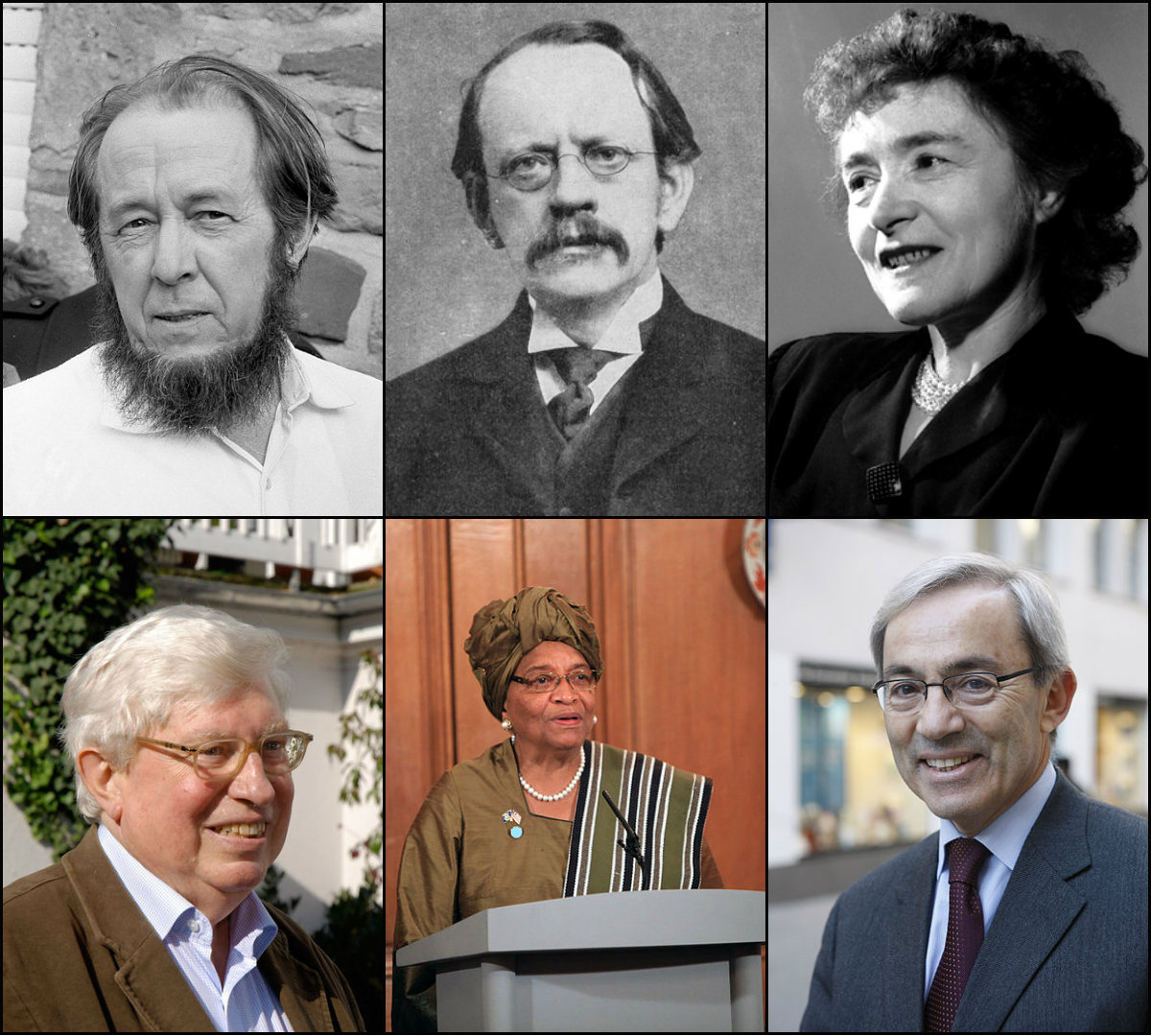
Set de poze pentru un număr de laureați notabile premiului Nobel creștini

În conformitate cu Baruch Shalev, 100 de ani de Premiului Nobel (2005), o statistică a premiilor Nobel între 1901 și 2000 arată că 65,4% din laureații Premiilor Nobel s-au identificat drept creștini (427 de premii). în general, creștinii au câștigat un total de 78,3% din toate premiile Nobel pentru pace, 72,5% în chimie, 65,3% în fizică, 62% în medicină, 54% în economie și 49,5% din toate premiile în literatură.
Cele trei culte principale ale creștinismului sunt catolicismul, ortodoxia și protestantismul. Între 1901 și 2000 din 654 laureați s-au identificat drept protestanți în diversele sale forme 32% (210 de premii), 11,6% s-au identificat drept catolici și 1,6% s-au identificat drept ortodocși, restul de 20,3% erau creștini ținând de alte culte decât cele numite anterior (133 de premii).